# 잔노 1세 디 캄포프레고소

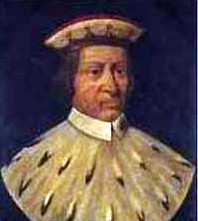

잔노 1세 디 캄포프레고소(Giano I di Campofregoso, ? - 1448년 12월 16일)는 제노바 공화국의 도제이다.
| 이전 바르나바 아도르노 | 제노바 공화국의 도제 1447년 1월 30일 – 1448년 12월 16일 | 이후 로도비코 디 캄포프레고소 |

## 같이 보기
- 제노바 공화국
- 제노바 식민지